# TCDD HT65000
TCDD HT65000은 렌페 120급 모델을 기반으로 도입한 차량으로 터키 국유철도에서 운행하고 있다. 6량 편성으로 중련 운행 시 12량 편성으로 운행이 가능하며, 길이는 158,5m로 419명의 승객을 수용과 동시에 최고 영업 속도는 250km로 주행이 가능하다.

## 사진

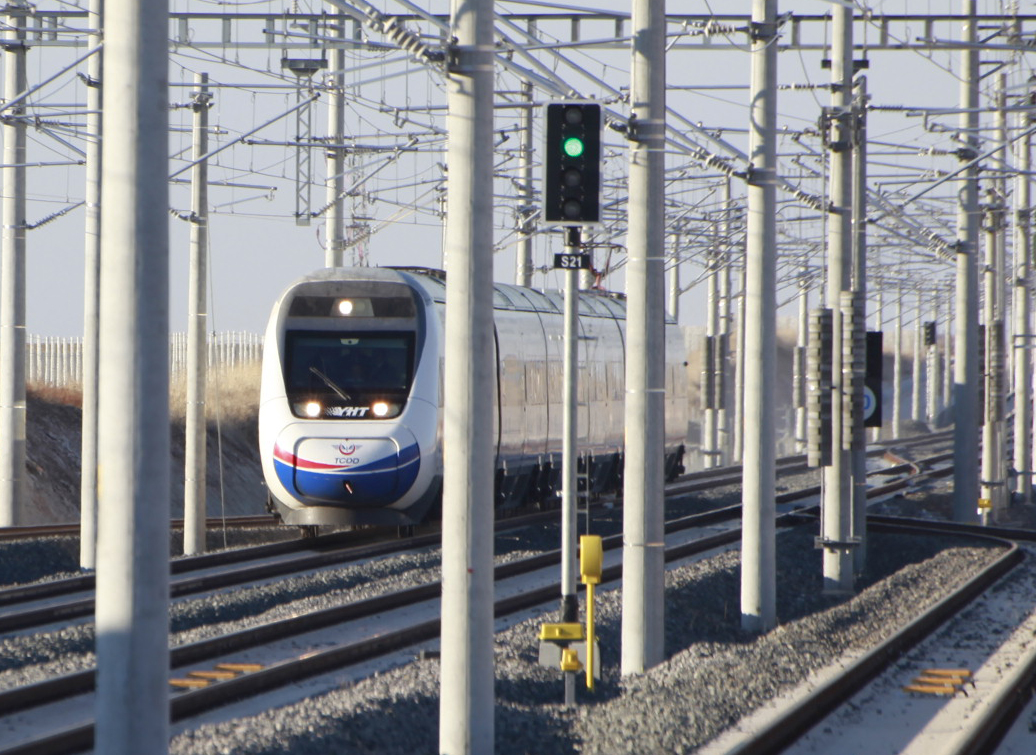
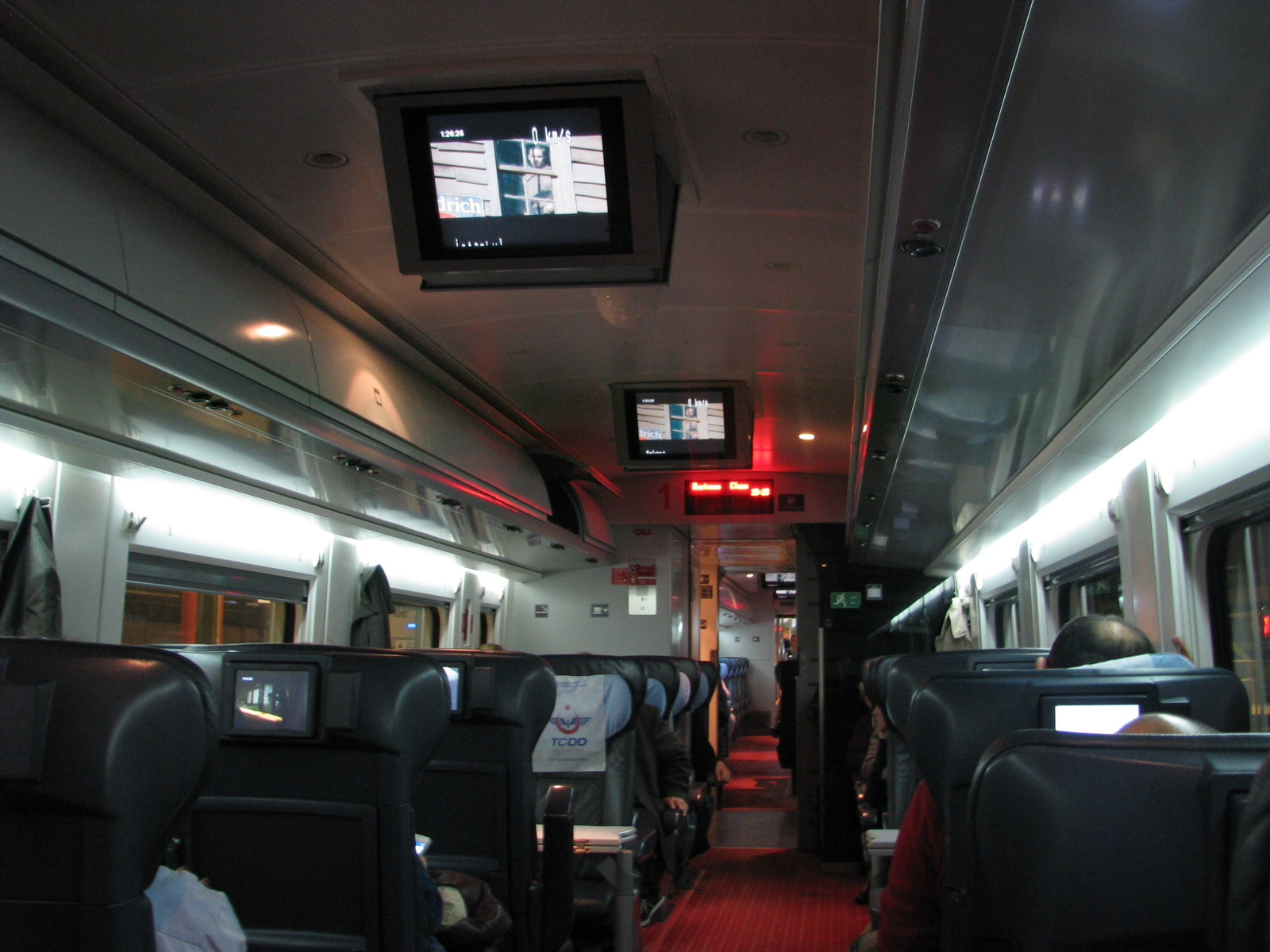
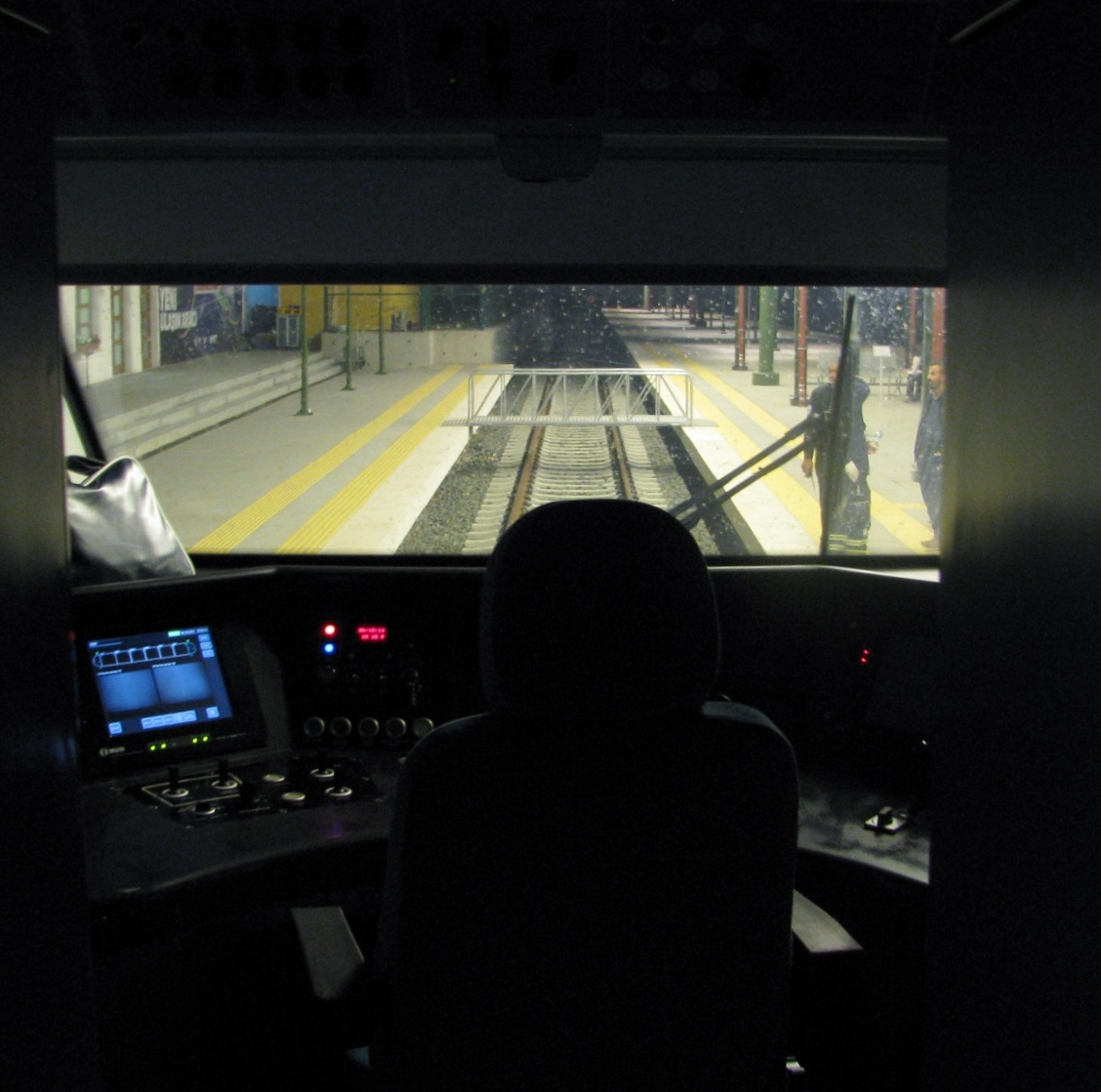

## 같이 보기
- 렌페 120급
- TCDD HT80000
- YHT